# Trolejbusy w Taszkencie
Trolejbusy w Taszkencie − zlikwidowany system komunikacji trolejbusowej w stolicy Uzbekistanu, Taszkencie.

## Historia
Pierwszą linię trolejbusową w Taszkencie otwarto 7 listopada 1947. Linia ta kursowała na trasie: Железнодорожный вокзал – площадь Калинина (Чорсу). W kolejnych latach sukcesywnie rozbudowywano sieć trolejbusową:
- w 1960 długość linii wyniosła 89,4 km
- w 1970 długości linii wyniosła 135,7 km
- w 1981 długość 18 linii trolejbusowych wyniosła 223,6 km

30 kwietnia 2010 zamknięto ostatnią linię trolejbusową nr 6.

## Zajezdnie
W Taszkencie działały trzy zajezdnie trolejbusowe:
- zajezdnia trolejbusowa nr 1 (улица Тараса Шевченко 28, nr 2) zamknięta w 2001
- zajezdnia trolejbusowa nr 2 (улица Пионерская 4а (później Арнасай)), zamknięta w 2010
- zajezdnia tramwajowo-trolejbusowa nr 3 (улица Красновосточная 3а (później Тимура Малика)), część trolejbusowa zajezdni zamknięta w 2009

## Linie
W ostatnich latach w Taszkencie istniało 5 linii trolejbusowych: 
- 6: Чиланзар, 20 квартал - пл. Бешагач
- 11: Юсуф Хос Ходжиб - массив Алгоритм
- 17: Северный вокзал - Кабельный завод
- 18: Ганга - массив Феруза
- 26: Юнусабад, 19 квартал - Ганга

## Tabor
W ostatnich latach w eksploatacji znajdowały się trolejbusy ZiU-9 i Škoda 14Tr.